# مجید محمدی

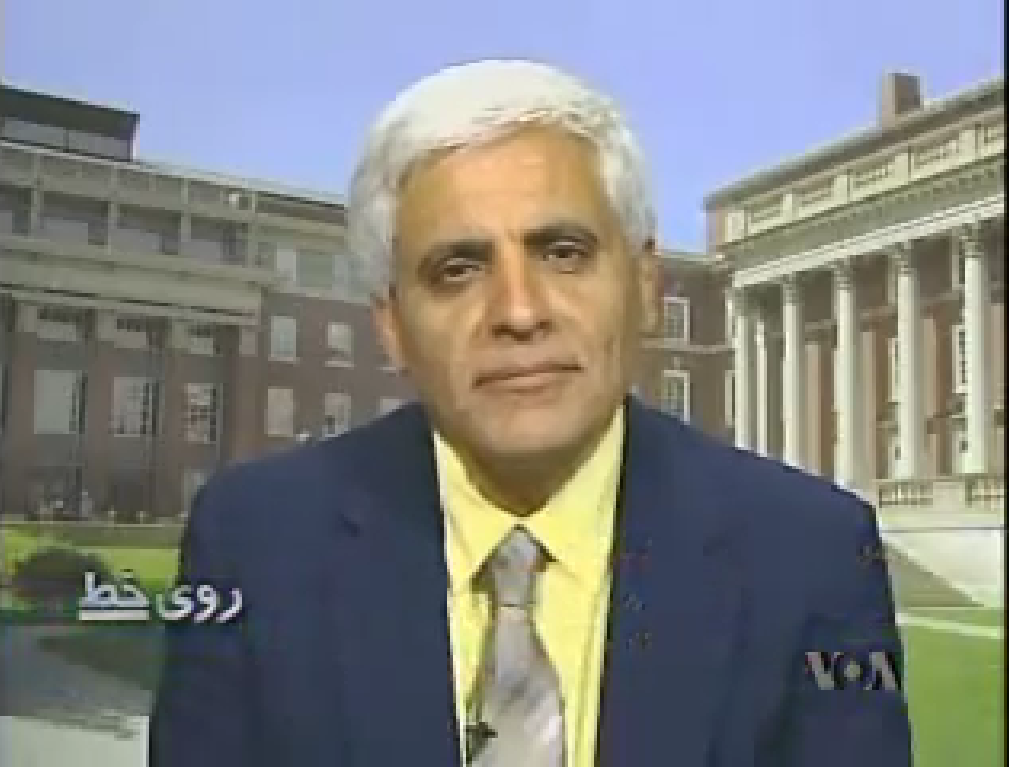
مجید محمدی

مجید محمدی (متولد ۱۳۳۹) جامعه‌شناس ایرانی-آمریکایی است. او دکترای جامعه‌شناسی خود را از دانشگاه استونی بروک در سال ۲۰۰۶ دریافت کرده است

## مدارک
او دارای مدارک زیر است:
| مقطع تحصیلی | سال دریافت مدرک | مدرک                           |
| ----------- | --------------- | ------------------------------ |
| لیسانس      | ۱۹۸۴            | مهندسی برق دانشگاه شیراز       |
| فوق لیسانس  | ۱۹۸۷            | فقه و الهیات، حوزه علمیه قم    |
| فوق لیسانس  | ۱۹۹۰            | فلسفه دانشگاه تهران            |
| فوق لیسانس  | ۲۰۰۲            | جامعه‌شناسی دانشگاه استونی بروک |
| دکترا       | ۲۰۰۶            | جامعه‌شناسی دانشگاه استونی بروک |

## زندگی
پیش از مهاجرت به ایالات متحدهٔ آمریکا در سال ۲۰۰۰، به عنوان مدیر و عضو کارگاه‌های مطالعاتی تنظیم پیش‌نویس قانون نشر کتاب، پیش‌نویس قانون تأسیس رادیو تلویزیونهای خصوصی، و سیاستهای نشر در ایران فعالیت داشته و استاد دانشکده صدا و سیما تا سال ۱۹۹۰، مشاور بنگاه‌های نشر، مطبوعات و فرهنگسراهای تهران و محقق و پژوهشگر به فعالیت مشغول بوده است.
محمدی مدرک مهندسی برق و الکترونیک خود را از دانشگاه شیراز در سال ۱۹۸۴، کارشناسی ارشد فلسفه را از دانشگاه تهران در سال ۱۹۹۰ و دکترای جامعه‌شناسی را از دانشگاه ایالتی نیویورک در استونی بروک در سال ۲۰۰۶ دریافت کرده است. او مدتی نیز برای تحصیل دروس حوزی (فقه و الهیات) در حوزه علمیه قم حضور داشت.
مجید محمدی در حال حاضر به نوشتن کتاب و مقالات برای پایگاه‌های اینترنتی و تدریس آنلاین اشتغال دارد. پیش از این، با مؤسسهٔ مطالعات جهانی در دانشگاه استونی بروک به عنوان استاد میهمان و کالج گلن ویل به عنوان استادیار جامعه‌شناسی همکاری داشت. از وی سی و چهار کتاب به زبان فارسی منتشر شده است: بیست و هفت تألیف و هفت ترجمه. از جملهٔ کتابهای وی می‌توان به _دین‌شناسی معاصر، بر بامهای آسمان، سر بر آستان قدسی و دل در گرو عرفی، دین علیه ایمان، جامعه‌شناسی و اقتصاد فرهنگ در ایران امروز، لیبرالیسم ایرانی و راه دشوار اصلاحات_ اشاره کرد. مقالات وی در نشریات علمی همانند مجلهٔ مطالعات فرهنگی و فکری خاورمیانه و شمال آفریقا، مجلهٔ جامعهٔ بین‌المللی برای مطالعات ایرانی، نامهٔ فرهنگ، رهیافت، رسانه، فرهنگ، فارابی، پژوهش نامه، و هنرهای زیبا منتشر شده است.
اولین کتاب وی به زبان انگلیسی با عنوان اصلاحات قضایی در ایران قرن بیستم_ توسط انتشارات راتلج منتشر شده است. رادیو بین‌المللی فرانسه، رادیو فردا، صدای آمریکا و رادیوی استرالیا با وی به عنوان کارشناس سیاسی در امور خاورمیانه و بالاخص ایران به مصاحبه و گفتگو می‌پردازند. محمدی در سال‌های ۲۰۰۱ تا ۲۰۰۵ به‌طور هفتگی مقالاتی را در مورد مسائل ایران برای سایت گویا به رشتهٔ تحریر درمی‌آورد و هم‌اکنون تحلیل‌های خود را در سایت رادیو فردا عرضه می‌کند.
مجید محمدی، استاد دانشگاه و پژوهشگر مسائل ایران، سه کتاب به زبان عربی، سی کتاب به زبان انگلیسی و هشتاد کتاب (ترجمه و تألیف) به زبان فارسی (در ۹۵ جلد) در حوزه‌های دین‌شناسی، جامعه‌شناسی دین، سیاست ایران، نهادها، جنبش‌های اجتماعی، تبلیغات سیاسی، و اسلامگرایی منتشر کرده است، از جمله دین‌شناسی معاصر، بر بامهای آسمان، سر بر آستان قدسی و دل در گرو عرفی، دین علیه ایمان، لیبرالیسم ایرانی و راه دشوار اصلاحات. جدیدترین کتاب ایشان «خدا احمق‌ها را دوست دارد» می‌باشد.

## رویکرد سیاسی
مجید محمدی معتقد است اگر کشورهای ایران، روسیه و چین در برابر دموکراسی و فدرالیسم مقاومت کنند ناگزیر تجزیه خواهند شد. او در نوشته‌هایش از دولت حداقلی، فردگرایی، تجارت آزاد، آزادی‌های چهارگانه (تشکل، تجمع، بیان و رسانه‌ها) و آزادی مذهب دفاع می‌کند. او منتقد جدی پاکیزگی سیاسی، سیاست هویتی، سوسیالیسم، و اسلام سیاسی است.

##### تبدیل شدن ایران به ویرانه
گروهی از طرفداران جمهوری اسلامی ایران در داخل و خارج ایران همواره پس از هر خیزش مردمی و در پی سرکوب اعتراضات ادعا می‌کنند که «راه حلِ، براندازی جمهوری اسلامی نیست و در نبود جمهوری اسلامی کشور به سیاه چاله‌ای خواهد افتاد که معلوم نیست کی بتواند سر در بیاورد»، آن‌ها ایدهٔ براندازی را به خارج از مرزهای ایران نسبت می‌دهند و اعتقاد دارند که کشورهای منطقه در پی انتقام‌گیری و به دنبال ایجاد وضعیتی مشابه لیبی، سوریه و عراق هستند. بر باور مجید محمدی این در حالی که پنج پیش‌فرض در این دیدگاه نادیده گرفته شده است:
1. حکومت ایران تنها در صورتی حاضر به واگذاری کشور است که کشور را به ویرانه تبدیل کند، حتی در صورتی که ده‌ها میلیون نفر به صورت مسالمت آمیز خواستار استعفای خامنه‌ای شوند اما بر باور مجید محمدی با حضور میلیون‌ها نفر در خیابان‌ها هیچ حکومتی توانایی به رگبار بستن چنین جمعیتی را نخواهد داشت.[۶]
2. ادعای خشونت‌طلبی معترضان از سوی حکومت که مردم به دارایی‌های خود هم رحم نمی‌کنند که در مقابل استدلال می‌شود در اعتراضات ۹۶ و ۹۸ معترضان با دیدگاهی واحد تنها منافع قشری خاص را مورد هدف قرار داده‌اند.[۶]
3. ادعای آباد بودن کشور و نابودی آن توسط معترضان که در مقابل استدلال می‌شود که به جز شهرهای بزرگ کشور اکثریت سایر شهرها در حال حاضر هم شرایط یک ویرانه را دارا هستند.[۶]
4. ادعای آمادهٔ تغییر بودن حکومت به دلیل شرایط ویژه‌اش و در مقابل استدلال می‌شود که جمهوری اسلامی خود عامل ایجاد این شرایط ویژه است تا با دستاویز قرار دادن آن، افراد را به ضرورت وجود خود قانع سازد؛ و هیچ سازوکاری برای تضمین چنین اصلاحاتی در درون حکومت وجود ندارد و چنین وضعیتی را یک بن‌بست اعلام می‌کند.[۶]
5. ادعای ویرانی کشور در دوران بعد از جمهوری اسلامی، آن است که ایران به اندازه سوریه و یمن و لیبی متفرق و پر از شکاف است و مردم آماده ویرانی همه چیزند و باید کشور را با زور یک حکومت تمامیت‌خواه در کنار هم نگه داشت. این دیدگاه متضمن توهین به مردم ایران و انکار نگرش ملی در میان اکثر ایرانیان است.[۶]

## آثار
به انگلیسی و فارسی در ایالات متحده، کاغذی و الکترونیک:
2020 Under the Leader’s Cloak, IIIS, Riyadh, SA
2019 Iranian Propaganda Machine, Google Play (Persian)
2018 Ideological and Institutional Aspects of Islamicization Process: How Islamism and Shari`ah Contravene Life, Liberty, and Pursuit of Happiness, New York: Google Play (English)
2018 Analytical Sociology: What Can We Learn from Sociological Theories? New York: Google Play (English)
2018 Why Can’t They? The Whats and the Hows of the Islamic Republic’s Opposition, Ketab Corp (Persian)
2018 Iranian Reform Movement: Civil and Constitutional Rights in Suspension, Palgrave (English)
2018 Fragmented, Abnormal, Chaotic, and in Transition: Iranian Society: 1978-2018, Tavaana (Persian)
2017 Theoretical and Legal Obstacles of Free and Fair Elections in Iran under Islamic Republic, Tavaana (Persian)
2017 God Loves Idiots, Ketab Corp (Persian)
2016 Institutions and Policies of IRI Judiciary, Tavaana (Persian)
2016 The End of Spring: Green Movement and Its Aftermath, Ketab Corp (Persian)
2015 Three Political Programs in Contemporary Iran: Constitutional Monarchy, Republicanism, Absolute Authoritarianism, Ketab Corp (Persian)
2015 Political Islam in Post-revolutionary Iran: Shi'i Ideologies in Islamist Discourse, I.B.Tauris (English)
2012 Khamenei’s Leadership: Spiritual Hallucination and Sacred Tyranny, Ketab Corp (Persian)
2011 Constitutional Law in Iran, Iran’s section of International Encyclopedia of Constitutional Law, Kluwer (English)
2009 Civic Dictionary, Freedom House (bilingual)
2007 Judicial Reform and Reorganization in 20th Century Iran, Routledge (English)
در ایران و به صورت نسخه کاغذی:
فن تحلیل فیلم نی ۱۳۶۹
عناصر نشانه‌شناسی (ترجمه) الهدی ۱۳۷۰
تکنولوژی، روشُ منطق چاپخش ۱۳۷۰
سینما و زندگی مینا ۱۳۷۱
آسیب‌شناسی دینی تفکر ۱۳۷۳
گونه‌های تبیین اجتماعی (ترجمه) مؤلف ۱۳۷۳
دین‌شناسی معاصر قطره ۱۳۷۴
سیاست و جامعه‌شناسی در اندیشه ماکس وبر (ترجمه) قطره ۱۳۷۵
نقطهٔ دید در سینما (ترجمه) فارابی ۱۳۷۶
جامعهٔ مدنی به منزلهٔ روش قطره ۱۳۷۶
فرار مغزها قطره ۱۳۷۶
ارتباطات کابلی قطره ۱۳۷۶
بزرگ‌راه‌های اطلاعاتی قطره ۱۳۷۶
نظام‌های چند رسانه‌ای قطره ۱۳۷۷
کنترل کلاس ترجمه رشد ۱۳۷۷
درآمدی بر جامعه‌شناسی و اقتصاد فرهنگ در ایران امروز قطره ۱۳۷۷
سر بر آستان قدسی دل در گرو عرفی قطره ۱۳۷۷
در غیر این صورت قطره ۱۳۷۷
دین: اینجا، اکنون (ترجمه) قطره ۱۳۷۷
پست مدرنیسم: منطق فرهنگی سرمایه‌داری متأخر (ترجمه) هرمس ۱۳۷۷
مسائل فلسفی (تألیف و ترجمه) قلم ۱۳۷۷
جامعهٔ مدنی ایرانی مرکز ۱۳۷۸
درآمدی بر رفتارشناسی سیاسی دانشجویان در ایران امروز کویر ۱۳۷۸
دین علیه ایمان کویر ۱۳۷۸
لیبرالیسم ایرانی جامعهٔ ایرانیان ۱۳۷۹
راه دشوار اصلاحات جامعهٔ ایرانیان ۱۳۷۹
سیمای اقتدارگرایی جامعهٔ ایرانیان ۱۳۷۹
نظام‌های اخلاقی در اسلام و ایران کویر ۱۳۷۹
اخلاق رسانه‌ها نقش و نگار ۱۳۷۹
سر گفتگو انجمن روابط فرهنگی ملل ۱۳۷۹
سینمای امروز ایران جامعهٔ ایرانیان ۱۳۸۰
ماهواره‌ها قطره ۱۳۸۰
بر بام‌های آسمان مرکز ۱۳۸۰
دین و ارتباطات کویر ۱۳۸۲